# Верхний Минченок
Верхний Минченок (укр. Верхній Мінченок) — село, относится к Станично-Луганскому району Луганской области Украины.
Население по переписи 2001 года составляло 237 человек. Почтовый индекс — 93631. Телефонный код — 6472. Занимает площадь 2,65 км².

## История
В хуторе Верхне-Теплом станицы Луганской Области Войска Донского была деревянная церковь. После строительства нового каменного храма, освящённого 17 октября 1916 года, старую деревянную церковь в том же году разобрали и продали в хутор Верхне-Минченков Луганской станицы. При освящении она получила имя — Успенской, существует по настоящее время.

## Местный совет
93630, Луганська обл., Станично-Луганський р-н, с. Тепле, вул. Миру, 55 (укр.)